# Savigny-en-Véron
Savigny-en-Véron és un municipi francès, situat al departament de l'Indre i Loira i a la regió de Centre – Vall del Loira. L'any 2007 tenia 1.431 habitants.

## Demografia

### Població
El 2007 la població de fet de Savigny-en-Véron era de 1.431 persones. Hi havia 548 famílies, de les quals 132 eren unipersonals (64 homes vivint sols i 68 dones vivint soles), 192 parelles sense fills, 196 parelles amb fills i 28 famílies monoparentals amb fills.
La població ha evolucionat segons el següent gràfic:
Habitants censats

### Habitatges
El 2007 hi havia 729 habitatges, 566 eren l'habitatge principal de la família, 98 eren segones residències i 65 estaven desocupats. 668 eren cases i 8 eren apartaments. Dels 566 habitatges principals, 412 estaven ocupats pels seus propietaris, 130 estaven llogats i ocupats pels llogaters i 24 estaven cedits a títol gratuït; 12 tenien una cambra, 56 en tenien dues, 83 en tenien tres, 156 en tenien quatre i 259 en tenien cinc o més. 433 habitatges disposaven pel capbaix d'una plaça de pàrquing. A 243 habitatges hi havia un automòbil i a 278 n'hi havia dos o més.

### Piràmide de població
La piràmide de població per edats i sexe el 2009 era:
| Homes | Edats   | Dones |
| ----- | ------- | ----- |
| 4     | 95 o +  | 4     |
| 4     | 90 a 94 | 0     |
| 12    | 85 a 89 | 12    |
| 8     | 80 a 84 | 12    |
| 24    | 75 a 79 | 16    |
| 28    | 70 a 74 | 52    |
| 40    | 65 a 69 | 20    |
| 36    | 60 a 64 | 44    |
| 28    | 55 a 59 | 20    |
| 52    | 50 a 54 | 52    |
| 44    | 45 a 49 | 52    |
| 56    | 40 a 44 | 28    |
| 40    | 35 a 39 | 56    |
| 32    | 30 a 34 | 32    |
| 45    | 25 a 29 | 44    |
| 28    | 20 a 24 | 24    |
| 36    | 15 a 19 | 24    |
| 44    | 10 a 14 | 52    |
| 52    | 5 a 9   | 64    |
| 36    | 0 a 4   | 24    |

## Economia
El 2007 la població en edat de treballar era de 881 persones, 639 eren actives i 242 eren inactives. De les 639 persones actives 574 estaven ocupades (306 homes i 268 dones) i 65 estaven aturades (25 homes i 40 dones). De les 242 persones inactives 94 estaven jubilades, 67 estaven estudiant i 81 estaven classificades com a «altres inactius».

### Ingressos
El 2009 a Savigny-en-Véron hi havia 568 unitats fiscals que integraven 1.438,5 persones, la mediana anual d'ingressos fiscals per persona era de 16.569 €.

### Activitats econòmiques
Dels 44 establiments que hi havia el 2007, 1 era d'una empresa extractiva, 2 d'empreses alimentàries, 3 d'empreses de fabricació d'altres productes industrials, 13 d'empreses de construcció, 12 d'empreses de comerç i reparació d'automòbils, 3 d'empreses d'hostatgeria i restauració, 2 d'empreses immobiliàries, 4 d'empreses de serveis, 1 d'una entitat de l'administració pública i 3 d'empreses classificades com a «altres activitats de serveis».
Dels 16 establiments de servei als particulars que hi havia el 2009, 3 eren tallers de reparació d'automòbils i de material agrícola, 2 paletes, 1 guixaire pintor, 5 fusteries, 2 lampisteries, 2 electricistes i 1 perruqueria.
L'únic establiment comercial que hi havia el 2009 era una fleca.
L'any 2000 a Savigny-en-Véron hi havia 59 explotacions agrícoles que ocupaven un total de 616 hectàrees.

## Equipaments sanitaris i escolars
El 2009 hi havia 1 escola maternal i 1 escola elemental.

## Poblacions més properes
El següent diagrama mostra les poblacions més properes.